# Саут Веначи (Вашингтон)
Саут Веначи (енгл. South Wenatchee) насељено је место без административног статуса у америчкој савезној држави Вашингтон.

## Демографија
По попису из 2010. године број становника је 1.553, што је 438 (-22,0%) становника мање него 2000. године.
| Група             | 2000.         | 2010.       |
| Белци             | 1.202 (60,4%) | 533 (34,3%) |
| Афроамериканци    | 5 (0,3%)      | 2 (0,1%)    |
| Азијати           | 7 (0,4%)      | 12 (0,8%)   |
| Хиспаноамериканци | 718 (36,1%)   | 973 (62,7%) |
| Укупно            | 1.991         | 1.553       |